# Таннер, Генри Вилльям Ллойд
Генри Вилльям Ллойд Таннер (1851—1915) — английский математик и педагог. 
Отец его был земледелец. В 1868 году. Таннер слушал лекции в Лондонской горной школе, а затем был в Оксфордском университете, где получил степень магистра искусств. Учёно-преподавательская деятельность Таннера началась с 1875 года занятием должности профессора математики и физики в сельскохозяйственной коллегии в Чиренчестере и помещением в «Proceedings of the Royal Society of London» статьи «On the solution of certain partial differential equations of the second order having more than two independent variables» (VII, стр. 43—60). В этом же году он сделался членом Лондонского математического общества. В 1880—18гг. Таннер был преподавателем Бристольской школы, а с 1883 года профессором математики и астрономии в университетском колледже в Кардиффе. Учёно-литературная деятельность Таннера, главная часть которой всегда посвящалась учению о дифференциальных уравнениях, не может не быть признана очень плодовитою. Учеными журналами, помещавшими на своих страницах труды Таннера, были: «Proceedings of the London Mathematical Society»; «The Messenger of mathematics»; «The Quarterly Journal of pure and applied mathematics»; «Educational Times».